# Novopàvlivka (Djankoi)
|  | Per a altres significats, vegeu «Novopàvlivka». |

Novopàvlivka (en (ucraïnès): Новопавлівка, en rus: Новопавловка, Novopàvlovka) és un poble de la República Autònoma de Crimea a Ucraïna, que el 2014 tenia 351 habitants. Pertany al districte rural de Djankoi.